# Barrage de Pensacola
Pour les articles homonymes, voir Pensacola (homonymie).
Le barrage de Pensacola, également connu sous le nom de barrage de Grand River, est un barrage à contreforts (en) à voûtes multiples sur la rivière Grand, entre Disney et Langley dans l'État américain de l'Oklahoma. Il est exploité par le Grand River Dam Authority (en) et crée le grand lac des Cherokees. Après des décennies de vision et de planification, il a été construit entre 1938 et 1940 à des fins de production d'énergie hydroélectrique, de lutte contre les inondations et de loisirs. C'est la première centrale hydroélectrique de l'Oklahoma et est considérée comme le plus long barrage à voûtes multiples au monde,,.

## Mise en œuvre
L'idée de construire un barrage sur la rivière Grand est née à la fin des années 1800 avec Henry C. Holderman qui voulait fournir de l'électricité à la nation Cherokee dont il était citoyen. Avec quelques collègues, ils ont rapidement mené la première enquête sur la rivière en 1895 avec leur propre péniche artisanale. Il a ensuite quitté les États-Unis à l'âge de 16 ans et a travaillé sur des projets de barrages en Inde et en Afrique avant de retourner en Oklahoma. Il a vendu ses propriétés foncières et a emprunté de l'argent à des amis afin d'acheter des droits sur les sites de barrages qu'il avait prospectés. Pendant plusieurs décennies, avec un groupe connu sous le nom de « Rainbow Chasers », ils ont tenté d'obtenir un financement pour construire le barrage, faisant même plusieurs voyages à Washington DC dans ce but.
Les plans de construction du barrage, presque fini en 1914, par des capitalistes britanniques, ont dû être interrompus en raison de la Première Guerre mondiale. En 1920, Holderman refuse une offre faite par des hommes d'affaires de Chicago et en 1929, le crash de Wall Street va mettre fin aux espoirs des ingénieurs et investisseurs canadiens de construire le barrage pour lui. À Washington, les partisans du barrage qui comprenaient plus tard des représentants de l'État et du gouvernement fédéral, ont plaidé pour qu'il soit une source d'énergie hydroélectrique et qu'il pourrait stimuler l'économie de l'État, mais les fournisseurs d'énergie locaux se sont opposés à la possibilité d'un service public d'électricité géré par l'État. Le début de la Grande Dépression va relancer et accélérer les plans de construction du barrage. En 1928, le représentant de l'Oklahoma Everette B. Howard (en) a obtenu un financement de 5 000 $ pour que le Corps of Engineers de l'armée américaine arpente la rivière Grand. Les résultats de l'étude ont conclu qu'il en coûterait plus de 6,2 millions de dollars pour construire un barrage sur le « site de Pensacola » pour le contrôle des inondations. Le nom « Pensacola » est dérivé du seul moyen disponible pour identifier le site à l'époque : un ancien magasin sur une plantation Cherokee. En raison du financement limité de l'État et d'un approvisionnement en eau limité sur la rivière Grand, le projet n'a pas été proposé au départ pour un financement fédéral dans le cadre de l'énergie hydroélectrique, mais plutôt pour le contrôle des inondations.
L'Oklahoma a créé le Grand River Dam Authority (GRDA) le 10 janvier 1935 et finalement, le 18 septembre 1937, avec l'aide du représentant de l'Oklahoma Wesley E. Disney (en), du sénateur Elmer Thomas (en) et de l'ingénieur W. R. Holway (en), le président Franklin D. Roosevelt a approuvé 20 millions de dollars de financement par l'administration des travaux publics du New Deal pour le barrage, le coût plus élevé du barrage étant attribué à un projet approuvé à des fins supplémentaires, notamment la production d'énergie hydroélectrique et les loisirs. Ces frais supplémentaires furent couverts par le gouvernement de l'État et par les ventes aux enchères d'obligations municipales (en) de la GRDA qui ont apporté 11 millions de dollars. Disney avait soutenu une grande partie de la législation pour le barrage, comparant les tarifs plus élevés des services publics d'électricité dans l'Oklahoma par rapport à d'autres États et le sénateur Thomas a aidé à obtenir un financement public et étatique supplémentaire pour le barrage tout en jouant un rôle déterminant dans sa législation.
Une fois approuvé et financé, Holway, ingénieur principal du projet et ancien ingénieur du barrage de Spavinaw (en) à proximité, commença les travaux d'arpentage et d'ingénierie le 25 octobre 1937. La conception des contreforts à arches multiples a été adoptée à cause du prix élevé des matériaux au moment de la Grande Dépression et la fondation en calcaire et en chaille étaient considérées comme « idéales » pour la conception,. John Duncan Forsyth (en) fut l'architecte du barrage et y a appliqué un style Art Déco tout comme à la centrale électrique,. Massman Construction Company de Kansas City a été sélectionnée pour construire les principales superstructures, y compris le barrage et la centrale électrique et 3 000 travailleurs se sont déplacés dans la région pour y travailler, gagnant environ 16 dollars par semaine.

## Construction
La construction a commencé en février 1938 et comprenait l'excavation de plus de 1 200 000 m3 de terre et de roche. Les ouvriers ont également construit le premier batardeau du côté est de la rivière et l'ont laissé en place jusqu'à ce que les arches soient au-dessus du niveau normal de l'eau. Les ouvriers ont ensuite enlevé le batardeau et en ont construit un autre du côté ouest de la rivière pour détourner l'eau de l'emplacement de la future centrale électrique. Le 30 décembre 1938, la compagnie Massman a commencé la première coulée de béton et le coulage a été effectué 24 heures sur 24 pendant 20 mois, totalisant 390 000 m3. Un total de 10 840 tonnes d'acier et de fer ont été placés dans la structure du barrage pour le renforcer. Les travaux majeurs sur le barrage ont été achevés le 21 mars 1940, le lac a été rempli à la fin de l'été de cette année-là et la centrale électrique, avec quatre générateurs hydroélectriques d'origine, a commencé son exploitation commerciale en 1941. Le barrage a été achevé en 26 mois, plus tôt que prévu, grâce au fait que l'est de l'Oklahoma a connu ses 18 mois les plus secs jamais enregistrés pendant la construction, atténuant les obstacles liés aux inondations. Le gouvernement fédéral a pris le contrôle du barrage en novembre 1941 pour aider à l'effort de la Seconde Guerre mondiale et l'a rendu au GRDA en 1946.

### Effet sur les Amérindiens
La construction du barrage de Pensacola a entraîné la perte de 520 ha de terres Cherokee et de 325 ha de l'agence indienne Quapaw (en), dont la plupart appartenaient à la tribu Seneca-Cayuga (en). Elles ont été fermées puis inondées en 1940 ainsi que la moitié de la zone cérémonielle de la rivière Elk. Malgré la perte de portions importantes de terres, des membres de la tribu ont été contraints de travailler sur le projet de barrage.

### Mises à niveau de la centrale électrique
Dans les années 1950, deux générateurs supplémentaires ont été ajoutés à la centrale électrique, portant le total à six. Entre 1995 et 2003, les six générateurs hydroélectriques du barrage ont été mis à niveau, portant la capacité installée de la centrale de 92 MW à 120 MW et augmentant sa production de 20 %. Chaque automne, un générateur était mis hors service, mis à niveau puis remis en service au printemps de l'année suivante. La sixième et dernière mise à niveau du générateur a été achevée en mai 2003. Parmi les composants principalement mis à niveau figuraient les arbres et les roues de turbine.

## Conception
Le barrage de Pensacola est de type contrefort à arches multiples composé de 51 arches et d'un déversoir principal ainsi que de deux auxiliaires. Il a une hauteur maximale de 46 m au-dessus du lit de la rivière. La longueur totale du barrage et de ses sections est de 2 001 m tandis que la section à plusieurs arches mesure 1 306 m et sa combinaison avec les sections du déversoir mesure 1 568 m. Chaque arc du barrage a une portée libre de 18 m et chaque contrefort a une largeur de 7,3 m. L'épaisseur des parois latérales des contreforts varie de 1,5 m à la base à 0,67 m à la crête. À l'intérieur de chaque contrefort se trouvent des murs transversaux de 460 mm d'épaisseur qui agissent comme des « raidisseurs ». Les contreforts étaient les plus larges de leur type avant 1938 et sont conçus pour résister à 3 400 kPa de pression (35 kgf/cm2).

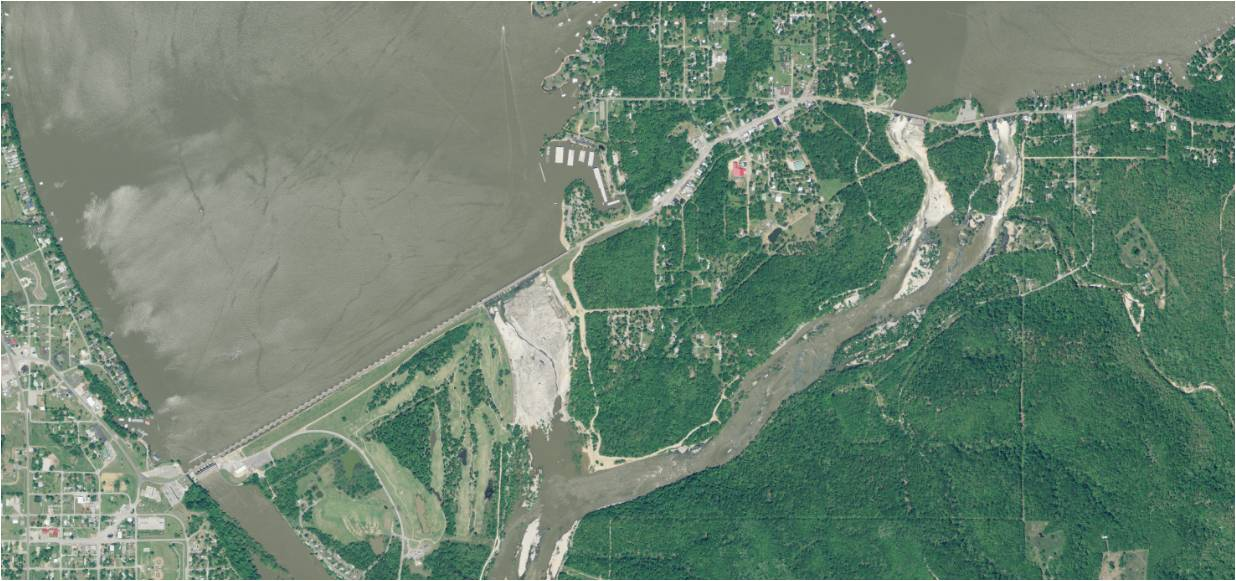
Vue de dessus du barrage et des déversoirs auxiliaires

Le déversoir principal, de type Ogee, qui fait partie de l'extrémité est du barrage, fait 262 m de long et utilise 21 portes de Tainter de 7.6 m de haut et 11 m de large, actionnées par deux treuils de 60 tonnes. Les déversoirs auxiliaires sont situés à environ 1.6 km au nord-est du barrage et sont contrôlés par 21 autres vannes de 11 m de largeur et 4.6 m de hauteur, étirées sur leur longueur combinée de 260 m. La lèvre des déversoirs se trouve à une altitude de 220 m au-dessus du niveau de la mer tandis que le sommet des vannes est à 230 m. Les trois déversoirs ont un débit maximal combiné de 14 900 m3/s. La route nationale 28 (en) à deux voies traverse le sommet du barrage par un pont qui s'étend sur le déversoir principal et qui est accessible aux voitures et les camions dans des limites de poids,,.
Le réservoir du barrage, Grand Lake o' the Cherokees (Grand Lake over the Cherokees), a une capacité de stockage de 2.062×109 m3 dont 670 000 000 m3 pour les crues. La superficie du réservoir est de 188 km2 et s'étend sur 106 km en amont, créant 2 100 km de rivage. L'altitude normale de la surface est de 226 m au-dessus du niveau de la mer,.
La centrale électrique du barrage est située à la base de l'extrémité ouest et mesure 285 m de long, 22 m de large et 18 m de haut. Le bâtiment abrite six génératrices à turbine Francis de 20 MW qui génèrent 335 millions de kWh par an et sont chacune alimentées par leur propre conduite forcée individuelle et est conçue pour accueillir quatre générateurs supplémentaires. Il fonctionne à ses niveaux de production les plus élevés durant l'été et les plus bas pendant l'hiver. À l'ouest de la centrale se trouvent sa sous-station et une maison d'observation.

## Régulations
La centrale électrique est réglementée par la Federal Energy Regulatory Commission (FERC), en vertu du Federal Power Act (en). La dernière licence fut délivrée en 1992 pour expirer en 2022 alors que la première fut accordée par le prédécesseur de la FERC, la Federal Power Commission en 1939. Lorsque l'élévation du réservoir dépasse 227 m, le contrôle des débits du barrage est transféré à l'U.S. Army Corps of Engineers (USACE) qui gère le contrôle des crues dans le plus grand bassin. Par la réglementation fédérale, le GRDA et le Corps of Engineers coordonnent souvent les rejets et les niveaux des réservoirs.

### Impact
Les rejets réglementés par la FERC et l'USACE en aval du barrage ont été sujet à controverses ces dernières années. Le barrage étant un projet polyvalent, il existe des conflits d'intérêts entre le contrôle des crues, la conservation de l'environnement, les loisirs et la production d'énergie hydroélectrique. L'USACE peut demander des rejets minimes pour éviter les inondations dans les zones en aval et d'autres également minimes pendant les périodes chaudes du milieu de l'été, afin de réduire les niveaux d'oxygène dissous (OD) dans la rivière en découlant. De telles réductions ont entraîné la mort d'au moins 5 000 poissons en juillet 2007,et des rejets importants ont suscité l'opposition de l'élu de la chambre des représentants de l'Oklahoma (en), Doug Cox, qui soutient que les rejets importants affectent l'économie de l'État, car un parc rocheux récréatif hors route peut être inondé en aval,. Des rejets incohérents sont imputés a ce problème et une meilleure réglementation des rejets a été proposée, tandis que le GRDA envisage l'installation de dispositifs d'aération, mène des études et propose d'autres mesures,,. La licence FERC de 1992 avait abordé les niveaux d'OD problématiques et exigeait que le GRDA planifie des méthodes pour surveiller et améliorer ces niveaux conformément aux normes de qualité de l'eau de l'État,.
En 2019-2020, les habitants de la ville de Miami et des groupes amérindiens voisins se sont opposés aux propositions d'augmentation des niveaux d'eau élevés au barrage de Pensacola et à Grand Lake, dû aux risques d'inondation de Miami,, situé en aval.

## Tourisme
Le GRDA propose des visites gratuites du barrage entre le Memorial Day et le Labor Day. En 2010, le nombre de visiteurs était de 9 000 et n'a cessé de croitre ces dernières années. Cette même année, le Centre des écosystèmes et de l'éducation a été achevé et fait désormais partie de la tournée. Le centre sert de laboratoire de recherche sur la surveillance de l'eau et des poissons tout en offrant aux visiteurs des informations sur l'hydroélectricité et la sécurité concernant l'eau et l'électricité.